# Hans Zielinski
Hans Zielinski (* 7. August 1912 in Hoxfeld; † 29. November 1985) war ein deutscher Ingenieur und von 1962 bis 1970 sowie von 1974 bis 1977 Direktor der Bundesanstalt Technisches Hilfswerk (THW).

## Leben
Zielinski absolvierte seine schulische Ausbildung an der Oberrealschule in Oberhausen und begann anschließend ein Studium des Maschinenbaus an der Technischen Hochschule Aachen. Im Herbst 1939 schloss er erfolgreich die Diplom-Ingenieur-Hauptprüfung ab.
Nach einer einjährigen Dienstzeit bei der Wehrmacht wurde er zum Artillerie-Ressort der Kriegsmarinewerft Kiel berufen. Dort erhielt er umfassende Schulungen und besuchte verschiedene Lehrgänge im Bereich Waffenbau. Das Oberkommando der Kriegsmarine ernannte ihn zum Abteilungsleiter und Hilfsbaurat und entsandte ihn in die besetzten Gebiete, um Reparaturen an Geschützen, Fernsteuereinrichtungen und Kreiselkompass-Anlagen für Kriegsschiffe durchzuführen. Darüber hinaus leitete er den Aufbau von Küstengeschützen der Marine.
Nach dem Ende des Zweiten Weltkriegs kehrte Zielinski ins Ruhrgebiet zurück. Zunächst arbeitete er beim Technischen Überwachungsverein (TÜV) in Essen in der Abteilung für Wärmewirtschaft als Versuchs-Ingenieur. Hier führte er Untersuchungen in der Kraftwirtschaft verschiedener Zechen durch und entwickelte Verbesserungsstrategien für Kraft-, Pressluft- und Wasserhaltungsanlagen, die während des Krieges gelitten hatten. Im Jahr 1949 trat er in ein Textilwerk in Essen ein, wo er als Betriebs-Ingenieur und Leiter des Technischen Büros tätig war.
Ab 1954 leitete Zielinski als Ober-Ingenieur die drei Kraftwerke der Wuppertaler Stadtwerke AG. Mit seiner Planungsabteilung entwickelte er die Erweiterung der Anlagen und setzte sie um. Unter seiner Leitung wurden in einem Zeitraum von vier Jahren fünf neue Hochdruckkessel in diesen Kraftwerken installiert. Im Jahr 1959 übernahm er als Betriebsdirektor bei den Stadtwerken Duisburg die bau- und maschinentechnischen Neubauabteilungen, die für Erweiterungen auf sämtlichen Versorgungsgebieten eingesetzt wurden. Darüber hinaus waren die Verkehrsbetriebe sowie die Planungs- und Ausbauabteilung der Fernheizung seiner Verantwortung unterstellt. Während seiner Amtszeit wurden umfangreiche Erweiterungen der Werksanlagen durchgeführt.
Am 2. April 1962 erfolgte in Bad Godesberg die Amtseinführung als neuer Direktor des Technischen Hilfswerks (THW) durch den Präsidenten des Bundesamtes für zivilen Bevölkerungsschutz, Rudolf Schmidt. Mit seiner Berufung erfolgte auch ein Personalwechsel: Der bisherige Vertreter des Direktors, Waldemar Flentge, der vom Präsidenten des Bundesamtes für zivilen Bevölkerungsschutz stark favorisiert wurde, wurde als Landesbeauftragter nach Düsseldorf versetzt.
Ab dem 1. Juli 1970 trat er aufgrund einer Umorganisation im Bundesamt für zivilen Bevölkerungsschutz von seiner Position als THW-Direktor zurück. Stattdessen übernahm er die Position als Leiter der Abteilung Warn- und Alarmdienst. Nachdem von 1970 bis 1974 Erhard Schmitt der THW-Direktor gewesen war, folgte von 1974 bis 1977 eine zweite Amtszeit von Zielinski. Er wurde danach von Hermann Ahrens abgelöst.
Am 14. November 1977 wurde Zielinski das Verdienstkreuz erster Klasse des Verdienstordens der Bundesrepublik Deutschland verliehen.